# Tears in Heaven
"Tears in Heaven" là sáng tác của Eric Clapton và Will Jennings, trích từ bộ phim Rush (1991). Ca khúc được lấy cảm hứng trực tiếp từ nỗi đau mất người con trai Conor của Clapton. Conor rơi từ cửa sổ tầng 53 khi cùng mẹ tới chơi nhà bạn ở New York ngày 20 tháng 3 năm 1991. Clapton đã tới căn hộ ngay sau vụ tai nạn. Đây là một trong những ca khúc thành công nhất sự nghiệp Clapton và đạt vị trí số 2 tại Billboard Hot 100. Bài hát sau đó cũng có vị trí quán quân tại bảng xếp hạng Adult Contemporary ở Mỹ năm 1992.
Jennings, người đang cộng tác với Clapton vào thời điểm đó, đã hỗ trợ anh viết một sáng tác hoàn toàn mang tính cá nhân. Ca khúc được đưa vào làm nhạc nền cho bộ phim Rush rồi sau đó là album Unplugged của Clapton, giành được tới 3 giải Grammy vào năm 1993 bao gồm Bài hát của năm, Thu âm của năm và Trình diễn giọng nam xuất sắc nhất. Ca khúc cũng giành giải MTV Video Music Awards cho giọng nam xuất sắc nhất vào năm 1992.
Clapton ngừng trình diễn ca khúc này vào năm 2004 cùng "My Father's Eyes". Ông nói: "Tôi không còn cảm thấy mất mát nữa, vốn là một phần rất lớn khi trình diễn những ca khúc trên. Tôi vẫn luôn đặt mình trong cảm xúc khi viết nên chúng. Nhưng những cảm xúc ấy đã tiêu tan, và tôi không muốn chúng trở lại nữa. Tôi đã có một người vợ khác. Họ có lẽ muốn an nghỉ và tôi nên nhìn về họ theo những góc độ khác." Tuy nhiên, Clapton có trình diễn cả hai ca khúc trong Old Sock tour vào năm 2013.
Không lâu sau khi đĩa đơn được phát hành, Clapton cũng thu một ấn bản acoustic nằm trong chương trình MTV Unplugged hoàn toàn khác so với đĩa đơn ban đầu.

## Sáng tác
Những năm đầu thập niên 1990 thực sự hỗn loạn với Clapton. Tháng 8 năm 1990, quản lý và 2 người bạn thân của anh (mà một trong số đó là tay guitar nổi tiếng Stevie Ray Vaughan) qua đời trong một tai nạn máy bay trực thăng. 7 tháng sau, con trai Conor 4 tuổi của anh thiệt mạng sau khi rơi từ ban công tầng 53 nhà người bạn của mẹ mình ở khu chung cư ở New York. Xác cậu bé được tìm thấy trên nóc một tòa nhà 4 tầng kế bên. Sau quãng thời gian tự tách mình khỏi đời sống âm nhạc, Clapton quay trở lại làm việc và viết nhạc cho bộ phim khai thác chủ đề về ma túy, Rush. Will Jennings đã cùng Clapton sáng tác nên ca khúc "Tears in Heaven" nói về cái chết của Conor. Bản trình diễn trực tiếp acoustic được đưa sau đó vào album Unplugged (1992) của Clapton. Unplugged ngay lập tức giành vị trí quán quân tại nhiều quốc gia, được đề cử tới 9 giải Grammy trong đó đoạt giải Album của năm tại giải Grammy năm 1993. Cũng từ đó, Clapton cũng lập quỹ và kêu gọi ủng hộ hỗ trợ bảo hộ trẻ em khỏi cửa sổ và khu vực cầu thang.
Trong buổi phỏng vấn với Daphne Barak, Clapton nói: "Tôi gần như muốn dùng âm nhạc như liều thuốc chữa lành vết thương, thật chậm rãi và chắc chắn, và nó có tác dụng... Tôi luôn giành tất cả cho niềm vui và cả cho việc điều trị bằng âm nhạc."
Will Jennings sau này nhớ lại:
"Eric và tôi cùng nhau viết nhạc cho bộ phim Rush. Chúng tôi có sáng tác ca khúc "Help Me Up" cho đoạn kết... rồi Eric thấy còn một chỗ trống trong phim rồi anh ấy nói với tôi "Tôi muốn viết thứ gì đó cho con trai tôi". Eric viết đoạn vào đầu tiên mà với tôi, đó là phần hồn của toàn bộ ca khúc rồi, nhưng anh ấy vẫn muốn tôi viết thêm đoạn còn lại và cả những câu chuyển ('Time can bring you down, time can bend your knees...'), cho dù tôi đã khuyên rằng cậu ấy nên có một ca khúc hoàn toàn cá nhân. Anh ấy bảo rằng anh ấy ngưỡng mộ những gì tôi làm cùng Steve Winwood và rốt cuộc anh ấy cũng không có yêu cầu gì hơn, cho dù chủ đề là vô cùng nhạy cảm. Đó là một ca khúc rất buồn và rất cá nhân – một trải nghiệm mà tôi có duy nhất một lần suốt sự nghiệp viết nhạc của mình."
Năm 2003, "Tears in Heaven" được tạp chí Rolling Stone xếp hạng 362 trong danh sách "500 bài hát vĩ đại nhất".

## Xếp hạng và chứng chỉ
| Bảng xếp hạng (1992)                       | Vị trí cao nhất |
| ------------------------------------------ | --------------- |
| Úc (ARIA)                                  | 37              |
| Áo (Ö3 Austria Top 40)                     | 10              |
| Canadian Top Singles (RPM)                 | 1               |
| Canadian Adult Contemporary (RPM)          | 1               |
| Đức (GfK)                                  | 42              |
| Ireland (Irish Recorded Music Association) | 1               |
| Hà Lan (Single Top 100)                    | 13              |
| New Zealand (Recorded Music NZ)            | 1               |
| Thụy Điển (Sverigetopplistan)              | 24              |
| Thụy Sĩ (Schweizer Hitparade)              | 7               |
| Anh Quốc (OCC)                             | 5               |
| Hoa Kỳ Adult Contemporary (Billboard)      | 1               |
| Hoa Kỳ Billboard Hot 100                   | 2               |

| Quốc gia                                                                           | Chứng nhận | Số đơn vị/doanh số chứng nhận |
| ---------------------------------------------------------------------------------- | ---------- | --- |
| Úc (ARIA)                                                                          | Vàng       | 35.000^ |
| Hoa Kỳ (RIAA)                                                                      | Bạch kim   | 1,500,000“Eric Clapton : Sue Lawley 1992”. YouTube. Lưu trữ bản gốc ngày 21 tháng 12 năm 2021. Truy cập ngày 26 tháng 1 năm 2016. |
| * Chứng nhận dựa theo doanh số tiêu thụ. ^ Chứng nhận dựa theo doanh số nhập hàng. |            | |

## Các bản hát lại
Năm 2005, Ozzy Osbourne và Sharon Osbourne đã tập hợp các nghệ sĩ để thu âm ca khúc "Tears in Heaven". Phần tiền bán đĩa được ủng hộ trực tiếp cho Ủy ban cứu nạn khẩn cấp cho các nạn nhân của thảm họa Động đất và sóng thần Ấn Độ Dương 2004. Danh sách các nghệ sĩ bao gồm Gwen Stefani, Mary J. Blige, Pink, Slash, Steven Tyler, Elton John, Andrea Bocelli, Katie Melua, Josh Groban, Scott Weiland, Robbie Williams và Rod Stewart. Ozzy Osbourne và Kelly Osbourne cũng tham gia hát trong ca khúc.
Ngoài ra còn có thể kể tới các bản hát lại khác:
- Joshua Redman trong album Wish (1993).
- Warren Hill trong album Devotion (1993).[25][26]
- James Galway trong album Wind of Change (1994).
- Christopher Wheat trong đĩa đơn Tears in Heaven (Radio) (2004).
- Paul Anka trong album Rock Swings (2004).
- The Choirboys trong album The Choirboys (2005).
- Declan Galbraith trong album album Thank You (2006).
- Andrew Johnston trong album One Voice (2008).
- Kenny Werner trong album Form and Fantasy (2010).